# 박현준 (1979년)
박현준 (朴賢駿, 1979년 10월 6일 ~ ) 은 대한민국의 스타크래프트 프로게이머이다. 2006년 은퇴했다.

## 경력
1999년부터 스타크래프트 게이머로서 각종 대회에 출전하였다.
2000년 프리챌배 온게임넷 스타리그 24강 본선에 진출하여 16강까지 진출한 바 있다.
2000년과 2001년 당시 상금이 큰 대회였던 프로게이머 코리아 오픈(PKO)에서 강한 모습을 보여 1회 우승과 1회 준우승을 차지한 바 있다.
2003년부터 공익근무요원 복무로 인하여 잠정 은퇴 상태였다가 소집해제 후 2005년 프로게이머로서 복귀하였다. SKY 프로리그 2005 후기리그에서 KTF 매직엔스의 팀플레이 전담 선수로 출전하여 1승을 올린 바도 있으나, 그 외에는 승리를 기록하지 못하였다.
이후 온게임넷 스타리그와 MSL의 양대리그 예선에 도전하였으나 오프라인 예선을 뚫지 못하고 2006년 은퇴하였다.

## 수상 경력

### 양대리그 본선
- 2000 프리챌배 온게임넷 스타리그 16강 (C조 3위)
- 2002 겜비씨 스타우트 & 배스킨라빈스배 KPGA 투어 4차리그 16강 (메가매치 그룹 7위, 3승 6패)

### 기타리그
- 2000 한게임 PKO 세컨드 스테이지 우승 (vs 전혁주 2:1 승)
- 2001 AMD PKO 퍼스트 스테이지 준우승 (vs KTB 퓨처스 패)[4]

### 하부리그 및 오프라인 예선
- 2000 하나로통신배 투니버스 스타리그 예선 48강  (vs 유두현 1:2 패)
- 2001 코카콜라배 온게임넷 스타리그 예선 13조 4강 (vs 박경태 0:2 패)
- 2001 겜비씨 KPGA 투어 28강 (vs 한웅렬 0:1 패)
- 2001 SKY배 온게임넷 스타리그 예선 2조 최종전 (vs 기욤 패트리 1:2 패)
- 2002 겜비씨 KPGA 투어 1차리그 예선 2조 2라운드 (나경보 0:2 패)
- 2002 제1차 ghem TV 스타리그 예선 6조 (vs 베르트랑 그로스펠리에 0:2 패)
- 2002 NATE배 온게임넷 스타리그 예선 7조 8강 (vs 윤주영 1:2 패)
- 2002 리복배 KPGA 투어 2차리그 예선 7조 2라운드 (vs 장진남 0:2 패)
- 2002 온게임넷 1차 챌린지리그 24강 (F조 3위)
- 2002 겜비씨 펩시트위스트배 KPGA 투어 3차리그 6조 2라운드 (vs 박정석 0:2 패)
- 2002 온게임넷 2차 챌린지리그 1위 결정전 (6강)
- 2002 온게임넷 핫브레이크배 2차 듀얼토너먼트 F조 (vs 한웅렬 패, 패자전 vs 베르트랑 그로스펠리에 패)
- 2003 온게임넷 1차 챌린지리그 예선 H조 48강 (vs 성준모 1:2 패)
- 2003 MBC게임 스타우트 MSL 오프라인 예선 G조 (vs 이현승 0:2 패)
- 2005 온게임넷 K-SWISS 듀얼토너먼트 1라운드 예선 Q조 8강 (vs 안상원 0:2 패)
- 2006 MBC게임 MBC MOVIES배 8차 MSL 서바이버리그 예선 10조 8강 (vs 김병욱 1:2 패)
- 2006 온게임넷 신한은행 스타리그 2006 시즌1 24강 추가선발전 예선 T조 8강 (vs 김지훈 0:2 패)

## 저서

### 편저
- 《이기석! 프로게이머를 꿈꾸며》ISBN 978-89-887-3037-9
  - 15, 16, 17, 18장 편저
    - 15. <3> ID : GGman - 박현준
    - 16. 저그의 일반적인 전술
    - 17. 각 종족별 공략법
    - 18. 맵에 따른 저그의 전략